# Altbüron
Altbüron es una comuna suiza del cantón de Lucerna, situada en el distrito de Willisau. Limita al norte con las comunas de Pfaffnau y Roggliswil, al este y sur con Grossdietwil, al sureste con Ebersecken, y al suroeste y oeste con Melchnau (BE).

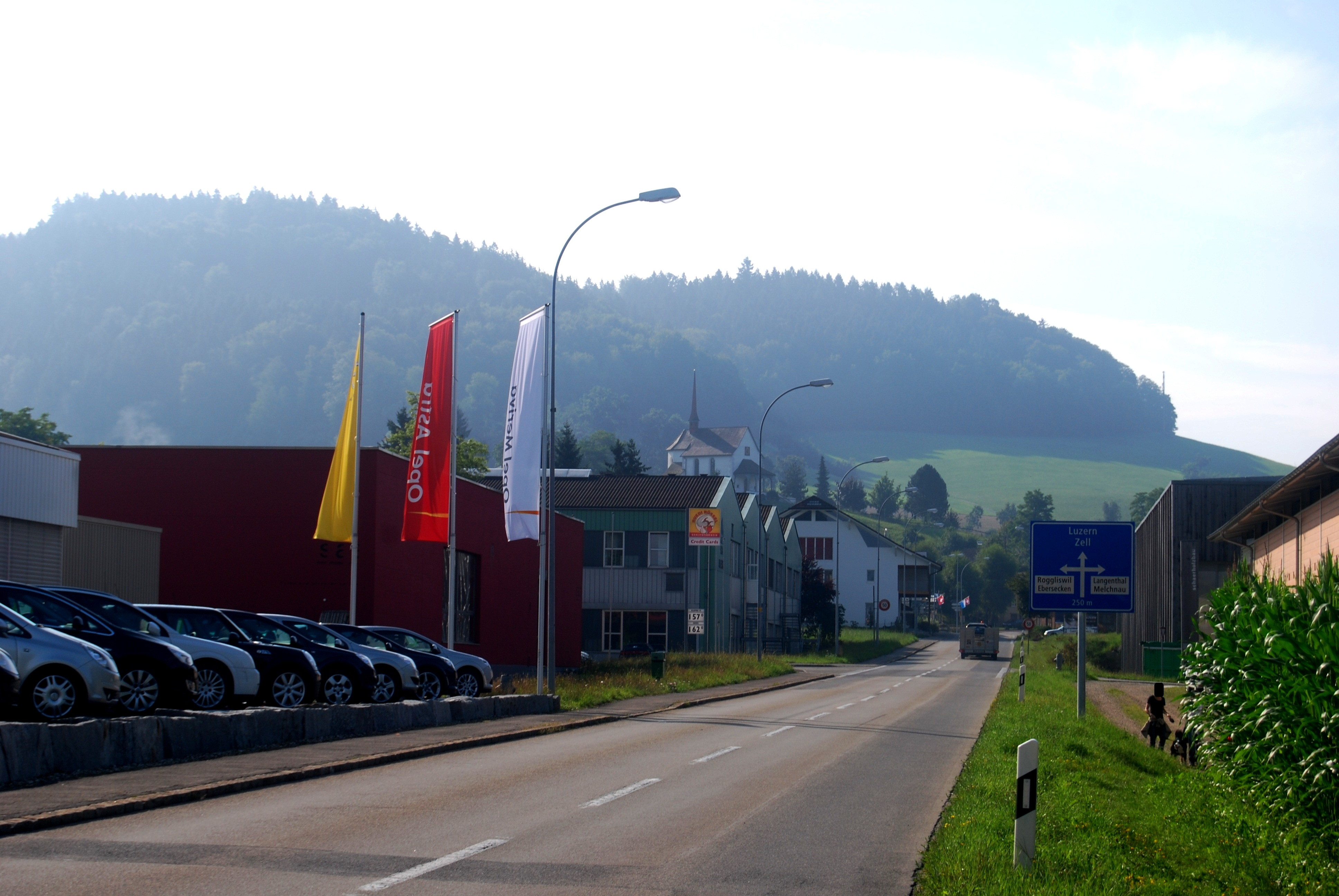
Altbüron